# Квинт Муций Сцевола (претор)
Квинт Муций Сцевола (лат. Quintus Mucius Scaevola) — древнеримский государственный деятель конца III века до н. э.
Происходил из плебейского рода Муциев. Отца Квинта звали Публием. Его сыновьями были Публий и Квинт. В 215 году до н. э. он был претором, а потом пропретором провинции Сардиния. Из-за болезни срок его полномочий был продлён ещё на один год. Квинт был децемвиром священнодействий и умер в 209 году до н. э.